# Betoniera
Betoniera este un film românesc din 2013 regizat de Liviu Săndulescu. Rolurile principale au fost interpretate de actorii Mimi Brănescu, Iulia Lumânare, Adrian Titieni.

## Distribuție
Distribuția filmului este alcătuită din:
- Nicodim Ungureanu
- Adrian Titieni
- Teodor Corban
- Gheorghe Ifrim
- Mimi Brănescu — Bărbatul
- Iulia Lumânare — Femeia